# Långträsket (Bygdeå socken, Västerbotten)
Långträsket är en sjö i Robertsfors kommun i Västerbotten och ingår i Sävaråns huvudavrinningsområde. Sjön har en area på 0,614 kvadratkilometer och ligger 111 meter över havet. Sjön avvattnas av vattendraget Pålböleån. Vid provfiske har abborre, gers och gädda fångats i sjön.

## Delavrinningsområde
Långträsket ingår i det delavrinningsområde (712458-172643) som SMHI kallar för Ovan Våtbäcken. Medelhöjden är 131 meter över havet och ytan är 34,16 kvadratkilometer. Det finns inga avrinningsområden uppströms utan avrinningsområdet är högsta punkten. Pålböleån som avvattnar avrinningsområdet har biflödesordning 2, vilket innebär att vattnet flödar genom totalt 2 vattendrag innan det når havet efter 44 kilometer. Avrinningsområdet består mestadels av skog (60 procent) och sankmarker (31 procent). Avrinningsområdet har 1,18 kvadratkilometer vattenytor vilket ger det en sjöprocent på 2,8 procent.